# Episinus amoenus
Episinus amoenus là một loài nhện trong họ Theridiidae.
Loài này thuộc chi Episinus. Episinus amoenus được Richard C. Banks miêu tả năm 1911.